# Ykskivi (klippa)
Ykskivi är en klippa i Finland.   Den ligger i kommunen Kalajoki i den ekonomiska regionen  Ylivieska ekonomiska region  och landskapet Norra Österbotten, i den centrala delen av landet, 500 km norr om huvudstaden Helsingfors.
Terrängen runt Ykskivi är mycket platt. Havet är nära Ykskivi åt nordväst. Runt Ykskivi är det glesbefolkat, med 13 invånare per kvadratkilometer. Närmaste större samhälle är Kalajoki, 7,6 km öster om Ykskivi. 